# Karl Wilhelm Kortüm
Karl Wilhelm Kortüm, auch Carl Wilhelm Christian Kortüm (* 9. Mai 1787 in Kuhblank, Herzogtum Mecklenburg-Strelitz; † 20. Juni 1859 in Berlin), war ein deutscher Klassischer Philologe und Pädagoge, großherzoglich-bergischer Schulaufsichtsbeamter, Gründungsdirektor des Königlichen Gymnasiums in Düsseldorf, preußischer Konsistorial- und Schulrat der Königlichen Regierung Düsseldorf sowie zuletzt Vortragender Rat im Preußischen Kultusministerium.

## Leben

### Jugend, Ausbildung und beruflicher Anfang 1787–1810
Karl Wilhelm Kortüm kam als zweiter Sohn des Pastors Ludolf Ehrenreich Johann Friedrich Kortüm (1750–1828) und dessen Ehefrau Eleonore, geborene Masch (* 1754), der ältesten Tochter des mecklenburg-strelitzschen Landessuperintendenten Andreas Gottlieb Masch, in einem evangelischen Pfarrhaus zur Welt. Ersten Unterricht in Sprachen und Wissenschaften erhielt er von seinem Vater, dann von privaten Hauslehrern. Ein prägendes Kindheitserlebnis war der tragische Tod eines der Hauslehrer, der rücklings in einen Brunnen stürzte und nur noch als Leiche aus diesem wieder hervorgeholt werden konnte. Im Alter von zehn Jahren wurde er auf eine Gelehrtenschule in Friedland geschickt.
Ostern 1804 verließ er die Schule, um dem väterlichen Wunsch entsprechend an der Friedrichs-Universität in Halle evangelische Theologie zu studieren. Insbesondere beschäftigte er sich dort unter Friedrich August Wolf jedoch mit Klassischer Philologie. Kurz bevor die Universität nach der Schlacht bei Jena und Auerstedt im Jahr 1806 geschlossen wurde, wechselte Kortüm zum Studium der neueren Sprachen an die Universität Göttingen. Ostern 1807 verließ er Göttingen und kehrte in seine mecklenburgische Heimat zurück, um dort seine Studien fortzusetzen, zumeist bei seinem Großvater lebend, dem Landessuperintendenten Masch. Im April 1808 ging er an die Universität Leipzig und begann mit dem Studium orientalischer Sprachen, besonders des Arabischen unter Ernst Friedrich Karl Rosenmüller.
Durch Karl August Böttiger, den er in Dresden kennengelernt hatte, machte er Bekanntschaft mit dem Theologen und Pädagogen August Hermann Niemeyer, der ihm anbot, am Pädagogium der Franckeschen Stiftungen als Lehrer zu arbeiten. Diesem Angebot folgte er ab Frühjahr 1809.

### Düsseldorf 1810–1830
Ebenfalls durch Niemeyer kam er im Herbst 1810 als Hauslehrer nach Düsseldorf, um im Jacobi-Haus in Pempelfort die Kinder des großherzoglich-bergischen Staatsrats Georg Arnold Jacobi zu unterrichten. Der großherzoglich-bergische Innenminister Johann Franz Joseph von Nesselrode-Reichenstein stellte ihn 1811 bei der Schuldeputation an. Dort hatte er sich um die Schulangelegenheiten des Großherzogtums zu kümmern. Insbesondere nahm er sich 1812 im Auftrag Nesselrodes der Umgestaltung des Düsseldorfer Lyzeums an. 
Nesselrode berief ihn am 6. Mai 1813 zum Direktor des Lyzeums, nachdem der bisherige Schulleiter, der Rektor Aegidius Jacob Schallmeyer, erkrankt war. Unter Kortüms Ägide wurden Theodor Brüggemann, Friedrich Kohlrausch und Friedrich Strack, später Martin Boos, Johannes Evangelista Goßner und Karl Grashof als Lehrer an die Schule berufen. Nachdem das Großherzogtum Berg 1813 durch das Generalgouvernement Berg unter Leitung von Justus Gruner abgelöst worden war, setzte sich Kortüm bei Gruner für die Einrichtung eines humanistischen Gymnasiums in Düsseldorf ein. 1814 verfügte Gruner die Aufhebung des Lyzeums und seine Reorganisation als „Gymnasium illustre“. Diesem stand Kortüm bis 1827 weiter als Schulleiter vor. Mit Beginn der preußischen Epoche Düsseldorfs im Jahr 1815 ging aus dem Gymnasium das Königliche Gymnasium hervor. Zu den Schülern Kortüms zählten die Juristen Christian Sethe, Alexander von Daniels, Romeo Maurenbrecher und Karl von Stedman, die Philologen Ludwig Schopen und Ferdinand Deycks, der Pädagoge Heinrich Viehoff, der Physiker Julius Plücker, der General Georg Albano von Jacobi, der Diplomat Hector Napoléon de Soult, der Maler Dietrich Monten und der Schriftsteller Heinrich Heine.
Unter Hinweis auf frühere schulaufsichtliche Tätigkeiten in der großherzoglich-bergischen Regierung wurde Kortüm 1822 der Posten eines Konsistorial- und Schulrats in der Königlichen Regierung Düsseldorf angeboten. Am 12. April des Jahres erklärte er sich zur Annahme der Stelle bereit. Am 18. September erfolgte seine Ernennung. Seine Funktion als Schuldirektor behielt er bis 1827 bei, während Brüggemann die operative Schulleitung innehatte. Mehrere Jahre übte er die obere Schulaufsicht im Regierungsbezirk Düsseldorf aus. In diese Zeit fällt der Schulneubau des zuvor von ihm geleiteten Königlichen Gymnasiums Düsseldorf an der Alleestraße, auch Kortüms Mitwirkung im Gründungskomitee und Verwaltungsrat des Kunstvereins für die Rheinlande und Westfalen.

### Berlin 1830–1859
Am 28. Oktober 1830 berief der preußische Kultusminister Karl vom Stein zum Altenstein Kortüm als Mitarbeiter in sein Ministerium. Dort wurde ihm als Nachfolger für Ludolph Beckedorff die oberste Schulaufsicht über das gesamte Volksschulwesen und die höheren Bürger- und Realschulen aller preußischen Provinzen anvertraut. Ab Herbst 1842 reduzierte sich der Geschäftskreis Kortüms auf die Angelegenheiten evangelischer Gymnasien aller Provinzen. Diese Tätigkeit übte er bis zum Antritt seines Ruhestands Mitte 1852 aus. Danach leitete er in einer „Oberexamination-Commission“ nur noch die Prüfung der Referendarien hinsichtlich ihrer allgemein wissenschaftlichen Bildung, eine Tätigkeit, die er 1846 übernommen hatte und noch bis 1858 fortsetzte, ehe ihn körperliche Schwäche veranlasste, auch von dieser Funktion zurückzutreten. Ab 1851 betreute er außerdem noch Angelegenheiten der Königin-Luise-Stiftung.
Als Vorgänger von Franz Kugler fungierte Kortüm im Übrigen als Kunst- und Kulturreferent des Ministers. So hatte er beispielsweise in dessen Auftrag Unterhandlungen mit Felix Mendelssohn Bartholdy zu führen und Ausarbeitungen zu schreiben, etwa einen Bericht an König Friedrich Wilhelm III. „über das Unpassende der für das Denkmal Friedrich’ II. in Vorschlag gebrachten Säulenform“.
Als Ruhestandsbeamter übersetzte er eine Dichtung von Paulus Silentiarius. Er war Mitglied im Verein der Kunstfreunde im preußischen Staate, kurzzeitig auch in dessen Vorstand aktiv. Ab 1834 gehörte er der geselligen Vereinigung die Graeca in Berlin an.

## Schrift

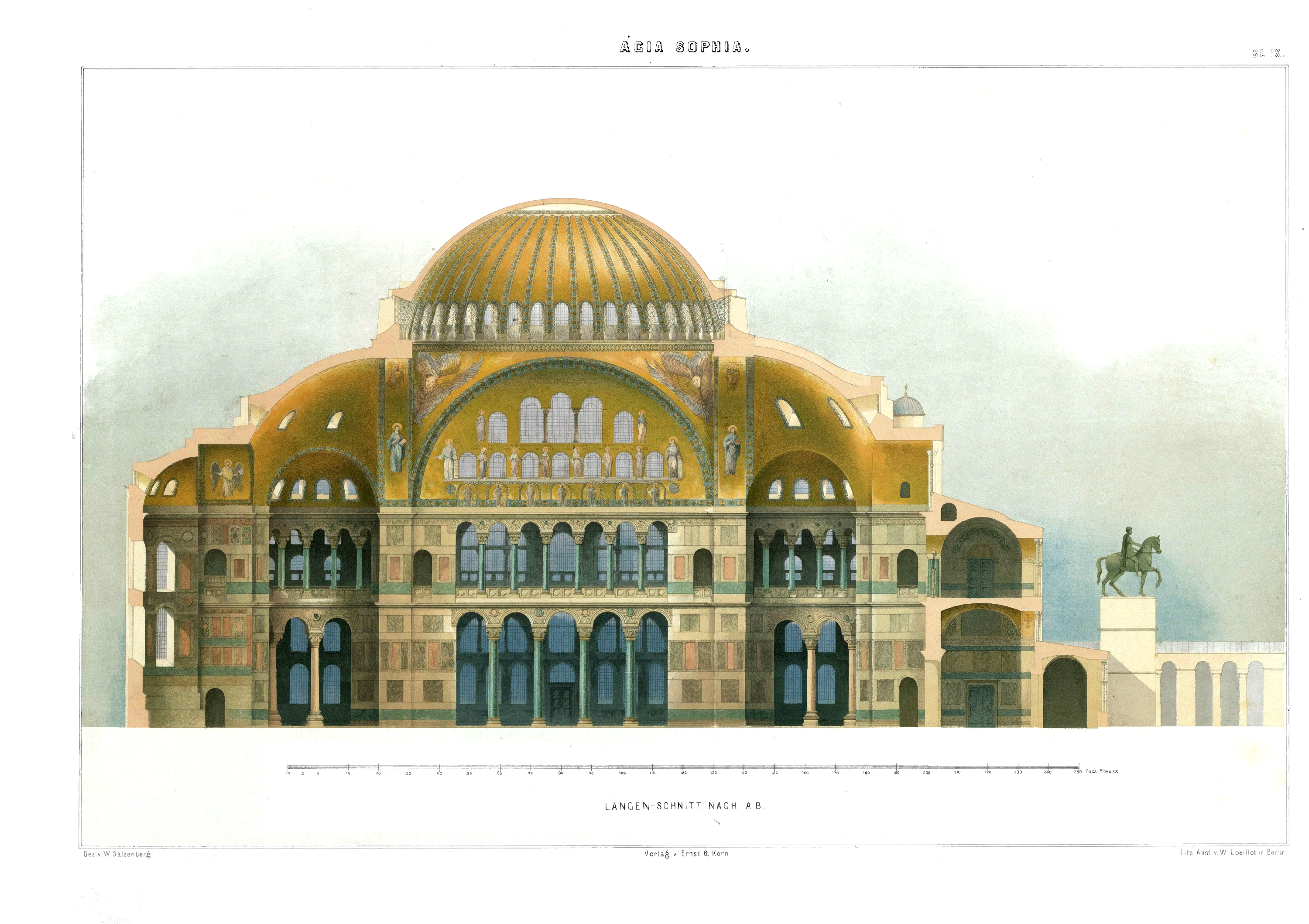
Längenschnitt der Hagia Sophia, Buchillustration

- Des Silentiarius Paulus Beschreibung der H. Sophia und des Ambon. Metrisch übersetzt und mit Anmerkungen versehen von Dr. C. W. Kortüm, Anhang zu: Wilhelm Salzenberg: Alt-christliche Baudenkmale von Constantinopel vom V. bis XII. Jahrhundert. Ernst & Korn, Berlin 1854 (Digitalisat).